# 2025 год в России

## События

### Январь
- 1 января
  - Росбанк присоединился к Т-Банку в качестве филиала[1][2]
  - Прекращён транзит российского газа через Украину[3][4][5]
  - Медицинские организации перешли к оказанию медицинской помощи на основе клинических рекомендаций[6]
  - На Северном Кавказе запрещён майнинг криптовалют[7]
  - В 55 регионах России введён туристический налог[англ.][8]
  - Начала действовать прогрессивная шкала НДФЛ[9]
- 10 января
  - Протяжённость введённых в эксплуатацию «Башнефть-Строй» нефте- и газопроводов достигла 10 тысяч километров[10]
  - Начат национальный проект обводнения Волги. К 2030 году восстановят 44 водных объекта[11]
- 11 января — Вступило в силу соглашение России и Беларуси о взаимном признании виз, выданных иностранным гражданам[12][13]
- 17 января — Россия и Иран подписали договор о всеобъемлющем стратегическом партнерстве[14][15]

### Февраль
- 11 февраля — Фёдор Конюхов стал первым человеком, пересёкшим Южную Атлантику на вёсельной лодке. Путешествие заняло 68 суток[16]
- 13 февраля — На Московской бирже установлен рекорд по объёму торгов акциями и облигациями. Объём торгов данными ценными бумагами достиг 85 миллиардов рублей. Объем торгов на вечерней сессии составил 237 миллиардов рублей. Оба показателя стали рекордными за всю историю[17]
- 14 февраля — У Елены Блиновской и её мужа арестовано имущество на сумму 1 миллиард рублей[18]
- 15 февраля — Грозный признан культурной столицей России 2025 года[19]
- 17 февраля — На Сибирском кольцевом источнике фотонов запущен линейный ускоритель, что стало завершением первого этапа строительства СКИФ[20]
- 20 февраля — Следственным комитетом начато расследование гибели М. Ю. Лермонтова[21]
- 21 февраля
  - В Свердловской области, Бурятии и Республике Алтай зафиксированы вспышки метапневмовируса[22][23]
  - В Калуге появился новый бренд автомобилей «Tenet»[24][25]
- 24 февраля — 13 региональных банков России отключены от системы SWIFT в рамках 16-го пакета санкций[26][27]
- 27 февраля — Начата доработка Sukhoi Superjet 100 с разработкой российских импортозамещённых комплектующих для SJ-100, включая двигатель ПД-8. Разработка продлится с 2025 по 2027 год[28][29]
- 28 февраля
  - Ратифицирован договор о гарантиях безопасности Союзного государства[30][31]
  - Введён запрет на дистанционное обучение медиков и фармацевтов[32][33]
  - Утверждена программа по продвижению отечественной продукции за рубежом «Сделано в России»[34]

### Март
- 3 марта — Запущен впервые после пандемии коронавируса поезд Пекин — Улан-Батор — Москва[35]
- 4 марта — НИИЭТ в Воронеже запущено производство чипов в металлополимерных корпусах[36]
- 26 марта 
  - Росавиация выдала ПАО "Яковлев одобрение на серийное производство среднемагистральных пассажирских самолетов МС-21[37]
  - Запущена бета-версия мессенджера «Max»[38][39]
- 26—27 марта — Международный арктический форум 2025 (Мурманск)[40][41]

### Апрель
- 1 апреля
  - Введён в строй космический аппарат дистанционного зондирования Земли «Ресурс-П» № 5[42]
  - Приостановлена работа двух причалов Каспийского трубопроводного консорциума под Новороссийском из-за причинённого ущерба[43][44]
- 2 апреля
  - Запрещена реклама на сайтах экстремистских и нежелательных организаций[45]
  - Введена уголовная ответственность за призывы к санкциям против России и содействие исполнению решений международный организаций, в которых Россия не участвует[46][47]
- 4 апреля — «Алроса» завершила огранку самого крупного бриллианта в России весом 100 карат. Бриллиант фантазийного цвета «Vivid Yellow» назван «Новое Солнце». Бриллиант создан из алмаза весом более 200 карат, добытого на арктическом месторождении Эбелях (Якутия)[48][49][50]
- 8 апреля
  - Superjet с российскими двигателями ПД-8 при испытательном полёте превысил высоту 11 километров, достигнув высоты 11 300 метров и скорости 0,78 числа Маха[51]
  - Принят закон о зачислении выпускников колледжей в ВУЗ на схожую специальность без сдачи ЕГЭ[52]
- 9 апреля
  - Telegram ввёл маркировку для зарегистрированных Роскомнадзором каналов с аудиторией свыше 10 000 подписчиков. Каналам присваивается отметка «А», отображающаяся слева от названия канала[53]
  - По Центральной кольцевой автомобильной дороге запущено движение беспилотных грузовиков[англ.][54]
- 10 апреля — Китайские автомобильные дилеры начали массово закрывать салоны машин китайских брендов в России. В 2024 году закрыто 187 салонов, с января по март 2025 года — 210. Причиной стало падение продаж автомобилей[55].
- 14 апреля
  - 30 % компаний США лишилась права на обратный выкуп бизнеса в России по причине истечения срока действия колл-опционов[56]
  - Запрет на официальную публикацию Росстатом данных о добыче нефти и газа продлён до 1 апреля 2026 года[57][58]
- 16 апреля — Иностранным агентам запрещено заниматься образовательной деятельностью[59][60]
- 18 апреля — Россия вышла из соглашения по Баренцеву морю с Норвегией, Финляндией и Швецией[61][62]
- 23 апреля
  - В районе деревни Сухая Бурятии со дна Байкала произошел выброс около 4 тонн нефти. Выброс связан с естественными процессами в глубинах озера[63][64]
  - Национализированы 12 компаний группы «Вектор Рейл» рыночной стоимостью 242 млрд рублей[65]
  - Полностью импортозамещённый Superjet со всеми отечественными системами совершил первый полёт в Комсомольске-на-Амуре. Полёт длился 40 минут на высоте до 3 000 м на скорости до 500 км/ч[66][67]
- 24 апреля — Космический корабль Прогресс МС-30 поднял орбиту Международной космической станции на 2,1 километра[68]
- 28 апреля — Отменён лимит для банков по выдаче IT-ипотеки[69][70]
- 29 апреля
  - Самолёт МС-21 с российскими системами совершил первый полёт. Полёт длился 1 час 15 минут. Самолёт достиг скорости 580 километров / час и высоты 3 000 метров[71][72].
  - Горнолыжный курорт «Архыз» в Карачаево-Черкессии установил рекорд по количеству туристов за зимний сезон, приняв 760 тысяч туристов[73]
- 30 апреля
  - Аэропорту Волгограда возвращено историческое название «Сталинград»[74][75]
  - Начато строительство автомобильного моста между Россией и КНДР через реку Туманную в Приморском крае протяжённостью 1 км[76]

### Май

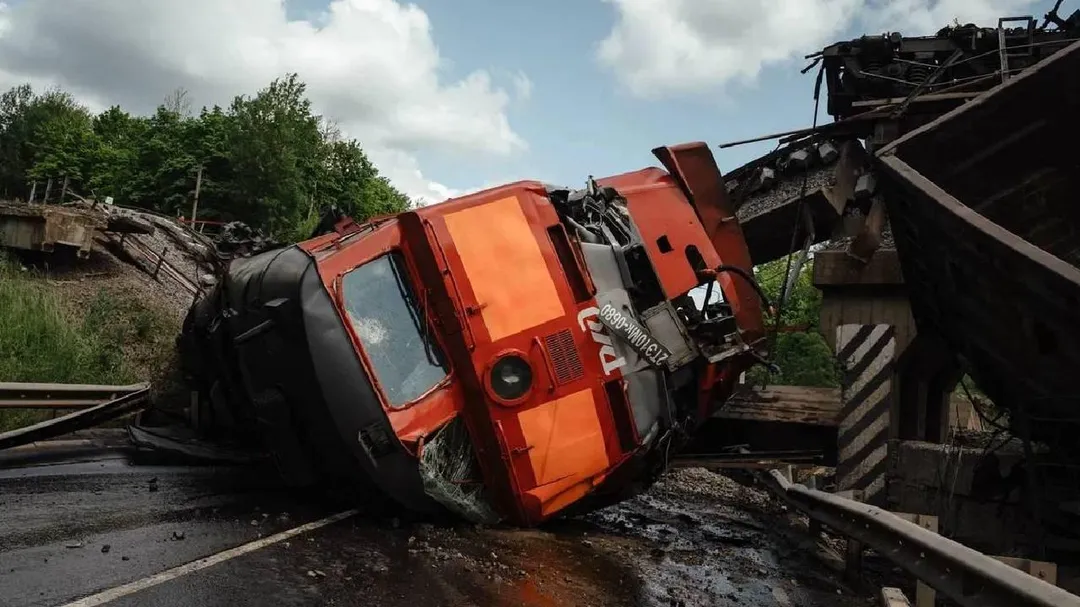
Секция тепловоза 2ТЭ10МК-0680 после обрушения мостов в Курской области

- 1 мая — Авария в энергосистеме в Подмосковье[77][78][79]
- 23 мая — Нефтеперекачивающая станция «Кропоткинская» на Кубани запущена в эксплуатацию после восстановления от повреждений из-за атак[80]
- 27 мая — Выявлены 4 случая заражения геновариантом коронавируса NB.1.8.1[81]
- 28 мая — Массовое убийство в Байкальске[82]
- 29 мая — Нейросети «Яндекса» YandexGPT ускорили для НМИЦ онкологии им. Н. Н. Петрова запуск клинических исследований. Первичная проверка данных стала занимать несколько минут вместо недель. Нейросети проверяют протоколы, инструкции, научные обоснования, соответствие требованиям[83]
- 30 мая — Осуществление перевода денег физическими лицами при упрощенной идентификации ограничивается суммой 100 000 рублей за один перевод[84]
- 31 мая — Теракт в Брянске[85]

### Июнь
- 1 июня — Росфинмониторингу предоставлено право приостанавливать на срок до десяти дней подозрительные переводы граждан. Мера направлена против деятельности дропперов[86]
- 2 июня — Компанией Fplus на ЦИПР-2025 представлен российский вариант портативной игровой консоли с российской операционной системой[87][88]
- 3 июня — В Амурском заливе около Владивостока обнаружено нефтяное пятно протяженностью несколько сотен метров[89]
- 4 июня — Введены штрафы до полумиллиона рублей за продажу несовершеннолетним энергетиков[90]
- 5 июня — МВД России начнёт блокировку скомпрометированных номеров WhatsApp при их участии в совершении преступлений, в том числе мошенничества[91]
- 6 июня — Банк России впервые за три года снизил ключевую ставку. Ставка понижена с 21 % до 20 %[92]
- 9 июня — На Казачинском пороге в реку Енисей вылилось 30 тонн дизельного топлива теплохода. Образовалась нефтяная пленка длиной 30 километров[93][94][95]
- 10 июня — Мосбиржа начала расчёт и публикацию собственного индекса биткоина с кодом MOEXBTC[96]
- 11 июня — Рыбинск включён в туристический маршрут по древним городам Северо-Восточной Руси Золотое кольцо России[97][98]
- 14 июня — Росатом избран главой международного консорциума по строительству первой АЭС в Казахстане. АЭС будет построена в посёлке Улькен Алматинской области[99][100]
- 16 июня — Национализирован дальневосточный порт Петропавловск-Камчатский[101]
- 17 июня
  - Ликвидирована политическая партия «Гражданская инициатива»[102]
  - Возобновлено железнодорожное сообщение между Пхеньяном и Москвой[103]
- 18 июня — АвтоВАЗ представил первый в истории компании кроссовер Lada Azimut[104][105]
- 19 июня — В Калининградской области провели перепись диких животных[106]
- 23 июня — Следственным комитетом России завершено расследование теракта в «Крокус Сити Холле»[107]
- 24 июня 
  - Введена уголовная ответственность за дроппинг[108][109]
  - Введён контроль ФСБ России сотрудничества российских научных организаций с иностранцами[110]
- 27 июня — Московский монорельс полностью прекратил работу[111][112]
- 30 июня — Государственная комиссия по радиочастотам выделила частотный диапазон 4800-4990 МГц для строительства сетей мобильной связи 5G[113]

### Июль
- 2 июля — Национализирована компания-разработчик игры «Мир танков» и «Мир кораблей» «Леста»[114]
- 5 июля — Из-за авиационного коллапса в аэропортах Центральной России в Шереметьево отменено 174 авиарейса. 47 рейсов задержаны на период более двух часов. В Пулково отменены 90 рейсов, 36 задержаны[115][116][117][118]
- 6 июля — В порту Усть-Луга Ленинградской области на танкере «Эко визард» произошла утечка жидкого аммиака[119][120]
- 6—7 июля — Участие в саммите БРИКС (, Рио-де-Жанейро)[121]
- 9 июля — Впервые за три года возобновил работу аэропорт «Геленджик»[122]
- 11 июля — Национализирована золотодобывающая компания «Южуралзолото»[123]
- 12 июля — Визит министра иностранных дел России Сергея Лаврова в КНДР[124][125][126]
- 16 июля — Открыт участок скоростной автомобильной трассы М-12 «Восток» Дюртюли — пос. Ачит[127][128]
- 17 июля — Начаты продажи автомобиля Lada Iskra[129]
- 22 июля — Введён штраф за поиск в интернете экстремистских материалов, в том числе с использованием VPN-сервисов и рекламу VPN-сервисов[130]
- 24 июля
  - Катастрофа Ан-24 в Тынде. Погибло 49 человек[131][132][133]
  - Введён временный запрет иностранным танкерам загружаться в черноморских портах России[134]
- 26 июля — Утверждена программа помощи угольным компаниям России[135][136]
- 30 июля — На Камчатке произошло землетрясение магнитудой 8,7 баллов. Землетрясение стало сильнейшим на Камчатке с 1952 года. В Северо-Курильске магнитуда составила 7,9 баллов. Началось цунами. Волны достигли 4-х метров[137][138][139]

### Август
- 1 августа 
  - Запущено прямое авиасообщение с Саудовской Аравией (Эр-Рияд — Москва)[140][141]
  - Подготовлен список из 170 государственных корпораций и компаний с государственным участием, которые будут перемещены из Москвы в регионы на места основной деятельности. В список включены организации с числом работников не менее 2000 человек[142][143]
- 3 августа — Открытие авиасообщения между Санкт-Петербургом и Геленджиком[144][145]
- 5—10 августа — Первый официальный визит короля Малайзии Ибрагима Исмаила в Россию. В ходе визита король посетил Москву и Казань[146][147]
- 12 августа — В Санкт-Петербурге начали применять искусственный интеллект при выявлении правонарушений. Государственная административно-техническая инспекция (ГАТИ) начала применять нейросети в мобильных комплексах «Городовой» для распознавания наличия борщевика[148]
- 13 августа
  - Беспилотный грузовик[англ.] Navio проехал из Санкт-Петербурга до Казани за 24 часа, преодолев 1600 км[149]
  - Роскомнадзор ввёл частичные ограничения на звонки в WhatsApp и Telegram[150][151][152]
- 14 августа — Отменено требование к экспортёрам об обязательной продаже валютной выручки[153]
- 15 августа — Саммит Россия — США на Аляске[154][155][156]

## В науке
- 9 января — НИКИО им. Л. И. Свержевского разработана новая методика хирургического восстановления слуха[157]
- 30 января — ЦАГИ запатентовал гибрид вертолёта и самолёта[158]
- 14 февраля — Учёными Томского государственного университета создан неинвазивный метод (не проникая под кожу), показывающий кровоток в глубоких сосудах с точностью до 96 %[159]
- 19 февраля — Учёными Санкт-Петербургского политехнического университета Петра Великого созданы сильно растяжимые светодиоды для гибких экранов[англ.]. на основе полупроводниковых наноматериалов. Экран продолжает гореть при натяжении на 15 процентов и остается стабильным на протяжении более 500 циклов растяжения[160]
- 20 февраля — Учёными Института биомедицинской химии имени В. Н. Ореховича обнаружены 67 белковых маркеров, секретируемых клетками рака легких и колоректального рака. Это позволит выявлять данные типы рака на ранней стадии[161]
- 26 февраля — В Московском научном институте Роснефти разработали способ производства пероксидного инициатора полимеризации для производства присадок к топливу[162]
- 5 марта — В озере Байкал на глубине 800 метров найден новый вид слепых рыб Baikalichthys tenebris (Байкальская тёмная рыба). Рыба полностью слепа и не имеет пигментации, из-за чего является прозрачной. Длина рыбы составляет 12 см.[163]
- 20 марта — Учёными Института цитологии РАН установлено, что цистеиновая протеаза катепсина B способна разрушать патогенные белки-амилоиды, накапливающиеся в организме при различных заболеваниях, в том числе болезни Паркинсона и Альцгеймера, не вызывая токсического воздействия[164]
- 1 апреля — В Красноярске при раскопках на Афонтовой горе на глубине 6 метров обнаружен культурный слой возрастом 30 000 лет, относящийся к межледниковому периоду. Найдены кости мамонтов и бизонов[165][166]
- 17 апреля — В Красноярском крае в могильнике Пинчуга-6 найдены 35 предметов железных орудий труда III-IV веков нашей эры, в том числе скребки для обработки шкур, молоточки для ювелирной работы[167]
- 21 апреля — В Чечне на территории Алхан-Калинских курганов найдено захоронение эпохи ранних аланов периода второй и третьей четверти IV века[168]
- 25 апреля — На дне Балтийского моря обнаружен источник парниковых газов, образующихся из-за окисления пирита[169][170]
- 27 апреля — В некрополе Алхан-Кала найдены артефакты и золотые украшения IV века[171]
- 29 апреля — Российские космические системы создали технологию сборки спутников в космосе c использованием цифрового двойника спутника[172]
- 21 мая — В Ингушетии у подножия башен селения Нижний Пуй найдены два средневековых склепа предположительно VIII—XIV веков. Склепы были запечатаны сланцевыми плитами и каменной кладкой[173]
- 27 мая — В Тигирекском заповеднике Алтайского края впервые в России обнаружили вид муравьёв Myrmica vandeli[174]
- 29 мая — При раскопках кургана Туннуг-1 в пойме реки Уюк на юге Республики Тыва за археологический сезон 2024 года найдено более 50 предметов скифов[175]
- 3 июня — Исследователи Балтийского федерального университета синтезировали пептид CC-18 для лекарственных препаратов, на 17 % увеличивающий затягиваемость ран за сутки[176]
- 19 июня — ГК «Промомед» разработан препарат против лихорадки чикунгунья методом индукции интерферонов[177]
- 3 июля — Учёными Пермского политехнического университета создана натуральная добавка из растений, способствующая снижению уровня глюкозы в крови[178]
- 4 июля — В центре Смоленска найдена средневековая постройка славян XII—XIII века с большим количеством бытовых предметов[179]
- 11 июля — В Нижнекамском районе Татарстана обнаружены следы исчезнувшего древнего города Ачи, существовавшего на рубеже IX–X веков. Также обнаружены артефакты волжских болгар и угорских племён[180]
- 14 июля — Иван Ремизов и Олег Галкин решили теорему Чернова[англ.] о достижении приближенными значениями точного результата, входящую в задачи пятидесятилетия[181]
- 30 июля — На дне Курило-Камчатского жёлоба на глубине более 9,5 километра обнаружены скопления трубочных червей, моллюсков и других организмов, питающихся за счет хемосинтеза[182]
- 1 августа — Учёными Сахалинского государственного университета созданы аноды для натриевых батарей из бамбучника, получив из него биоуголь[183]

## В спорте
- 1 января
  - Ян Непомнящий разделил с Магнусом Карлсеном титул чемпиона мира по блицу[184][185].
  - Екатерина Лагно завоевала третье место на чемпионате мира по блицу[186]
- 4 января — Мирра Андреева и Диана Шнайдер выиграли турнир в Брисбене WTA Тура 2025 в парном разряде[187]
- 8—14 января — Российско-китайские молодёжные зимние игры (Южно-Сахалинск)[188]
- 14 января — Роман Шогджиев[англ.] установил мировой рекорд, став самым юным игроком в истории, которому удалось получить балл международного мастера по шахматам[189]
- 13 февраля — Александр Большунов выиграл лыжную гонку «Sudtirol Moonlight Classic» (масс-старт на 30 км в классическом стиле) (Сейзер Альм[англ.], Италия)[190][191]
- 22 февраля
  - Андрей Рублёв выиграл открытый чемпионат Катара по теннису 2025[192]
  - Мирра Андреева выиграла теннисный чемпионат Дубая 2025[193]
- 28 февраля — 7 марта — Аэрофлот Опен 2025[194]
- 29—30 марта — 51-й Мурманский лыжный марафон[195][196]
- 24 мая — Краснодар впервые в истории стал чемпионом России по футболу[197]
- 23 июля — Александр Мальцев завоевал три золотые медали на чемпионате мира по водным видам спорта[198]
- 30 июля — Дарья Трофимова, Дарья Клепикова, Кирилл Пригода, Мирон Лифинцев завоевали золото на  смешанной эстафете на чемпионате мира по водным видам спорта[199]
- 7—17 августа — Участие во Всемирных играх 2025[200][201]

## В культуре
- 15 января — Трек «Сигма Бой» Betsy и Марии Янковской попал в топ-10 лучших танцевальных треков чарта Billboard[202]
- 2 апреля — Трек башкирской группы «AY YOLA» занял 7 место в списке 200 лучших треков сервиса Shazam[203]
- 21 мая — Русская музыкальная премия телеканала RU.TV[204][205]
- 23 мая — Распалась группа «ВИА Гра»[206]
- 7 июня — Премия Муз-ТВ 2025[207][208]
- 24 июня — Татьяна Буланова попала в Книгу рекордов России, установив рекорд по количеству записанных в дуэте песен (114 совместных композиций)[209]

## В кинематографе
- 20 января — «Волшебник Изумрудного города. Дорога из жёлтого кирпича» занял четвёртое место в списке самых кассовых фильмов в истории российского проката[210]

## Планируемые события
- 1 сентября
  - Введение периода «охлаждения» по потребительским кредитам[211][212]
  - Введение ограничения на снятие наличных денег в банкоматах до размера 50 000 рублей в сутки при подозрительных операциях[213][214]
  - Начало обучения в 5 — 7 классах по новым учебникам истории[215]
  - Начало обязательной предустановки мессенджера «Max» на все новые смартфоны в России[216][217]
- сентябрь — Интервидение-2025[218]
- осень — Презентация мессенджера «Max»[39]
- 15 октября — Российско-Арабский саммит[219]
- 5 декабря — Евразийская кинопремия «Бриллиантовая бабочка»[220]
- Создание тяжелой ракеты космического назначения «Ангара-А5М»[221]
- Отмена степени бакалавра[222][223]
- Включение Марии Шараповой в Международный зал теннисной славы[224]
- Начало производства электромобиля «Атом»[225]
- Начало строительства основного участка высокоскоростной магистрали Москва — Санкт-Петербург[226]
- Поставка заказчикам первых импортозамещённых пассажирских самолётов Ту-214[227]
- Запуск первого беспилотного трамвая[228]
- Запуск первого беспилотного поезда метро[229]
- Начало продаж кроссовера Москвич 8[230]

## Умерли
- 2 января — Генриэтта Ромодина, советская и российская актриса театра и кино[231]
- 10 января — Евгения Добровольская, советская и российская актриса[232]
- 14 января — Ольга Баранова, российская самбистка и дзюдоистка[233]
- 9 февраля — Олег Стриженов, советский и российский актёр театра и кино[234][235]
- 25 февраля — Валерия Старченко, советская и российская театральная актриса[236]
- 27 февраля — Борис Спасский, советский, французский и российский шахматист, гроссмейстер (1955), 10-й чемпион мира (1969—1972)[237][238]
- 22 марта — Лариса Голубкина, советская и российская актриса театра и кино[239]
- 27 марта — Алексей Весёлкин, советский и российский актёр, режиссёр, теле- и радиоведущий[240]
- 2 апреля — Наталья Назарова, актриса театра и кино, сценарист, режиссёр[241]
- 20 апреля — Мария Шубина, советская спортсменка (гребля на байдарках), олимпийская чемпионка 1960 года[242]
- 22 апреля — Зураб Церетели, советский, грузинский и российский художник-монументалист, скульптор, живописец[243]
- 26 апреля — Светлана Харлап, советская и российская актриса театра и кино, мастер озвучивания и дублирования[244]
- 28 апреля — Алексей Крыченков, советский и российский актёр театра и кино[245]
- 9 мая — Евгений Клюев, поэт, прозаик, драматург[246]
- 10 мая — Нина Гребешкова, советская и российская киноактриса[247][248]
- 12 мая — Алла Осипенко, советская артистка балета, киноактриса[249]
- 25 мая — Виктор Галкин, советский и российский актёр театра и кино, режиссёр[250]
- 27 мая — Василий Фунтиков, советский и российский актёр кино и театра[251]
- 14 июня — Владимир Коротков, советский теннисист и теннисный тренер. Трёхкратный чемпион СССР по теннису, победитель Уимблдонского турнира и чемпионата Франции среди юношей[252][253]
- 18 июня — Наталья Тенякова, советская и российская актриса театра и кино[254]
- 21 июня — Валентина Талызина, советская и российская актриса[255][256]
- 14 июля
  - Александр Митта, советский и российский кинорежиссёр, сценарист[257]
  - Юрий Мороз, советский и российский актёр театра и кино, кинорежиссёр[258]
- 5 августа
  - Александр Гришин, спортивный комментатор[259][260]
  - Владимир Сафронов, советский и российский актёр театра и кино[261]
- 9 августа — Иван Краско, советский и российский актёр театра и кино[262]
- 13 августа — Борис Скрипко, советский и российский спортивный комментатор[263]